# Albert Wangerin
Friedrich Heinrich Albert Wangerin (18 novembre 1844 à Gryfice - 25 octobre 1933 à Halle) est un mathématicien allemand.

## Biographie
Albert Wangerin est accepté en 1862 à l'université de Halle où il étudie la physique et les mathématiques. Il a comme professeur Édouard Heine, Otto August Rosenberger ou Carl Neumann. En 1864, il entre à l'université de Königsberg, où ses travaux sont suivis par Franz Ernst Neumann. Il obtient son doctorat le 16 mars 1866 en présentant sa thèse De annulis Newtonianis.
Il réussit ses examens pour devenir professeur d'école et enseigne dans divers endroits à partir de 1866 (Berlin, Poznań puis Berlin). Wangerin est également coéditeur du journal annuel Jahrbuches über die Fortschritte der Mathematik jusqu'en 1878, puis comme consultant jusqu'en 1924.
Au printemps 1876, Wangerin est nommé comme professeur extraordinaire à l'université Humboldt de Berlin, où il reste jusqu'en 1882. Il remplace alors Heine à l'université de Halle-Wittenberg, succédant à son professeur. Il se retire de l'enseignement en 1919, tout en continuant ses recherches. Il meurt à l'âge de 88 ans à Halle.
Wangerin est élu à l'Académie allemande des sciences Leopoldina en 1906 et reçoit plusieurs médailles de la part de la communauté scientifique.

## Ses travaux
Les travaux de recherche de Wangerin portent sur les fonctions harmoniques, les fonctions sphériques et la géométrie différentielle.
L'un de ses plus importants travaux est sans doute Reduction der Potentialgleichung für gewisse Rotationskörper auf eine gewöhnliche Differentialgleichung, publié en 1875. Il rédige aussi un traité (Theorie des Potentials und der Kugelfunktionen) sur la théorie du potentiel et les fonctions sphériques en 1909 et 1921. Mais Wangerin est plus connu pour ses participations dans des encyclopédies (Encyklopädie der mathematischen Wissenschaften) et des textes historiques. On peut citer des ouvrages sur Heine en 1928 ou Gauss, Euler, Lambert et Lagrange.